# Estácio
Públio Papínio Estácio (em latim: Publius Papinius Statius), conhecido como Estácio (Nápoles, c. 45 — c. 95) foi um poeta da Roma Antiga.
Era descendente de gregos e filho de um poeta profissional, também professor. O que se sabe sobre sua vida provém quase exclusivamente de alusões encontradas em sua própria obra, especialmente em Silvae, onde, em uma passagem de 300 versos, recapitula a vida de seu pai e fala da influência que exercera sobre ele. Desde jovem se notabilizou na poesia, vencendo concursos. Quando era ainda um adolescente, seu pai mudou-se para Roma, levando a família, a fim de fazer uma carreira na capital do Império. O poeta entrou em contato com a corte e fez sucesso, conhecendo Domiciano, que lhe presenteou com uma villa rural. Em Roma produziu as obras pelas quais é lembrado hoje: um poema épico, Tebaida, que narra o conflito entre os filhos de Édipo pelo trono de Tebas; Silvae, uma coletânea de poemas de circunstância que retratam o ethos e a cultura da elite, e um épico inacabado, Aquileida, sobre a vida de Aquiles, do qual só chegou a escrever a primeira seção. Outras obras que compôs foram perdidas; de algumas sobrevive uma ou outra citação. Voltou para Nápoles pouco antes de falecer.
Seu estilo é uma mescla de influências gregas e romanas. Foi o primeiro poeta romano que descreveu longamente em seus poemas obras de arte e arquitetura, dando informações preciosas sobre a cultura material do período. Entre seus tópicos, descreveu com detalhe a grande Estátua equestre de Domiciano no Fórum Romano, as termas etruscas, as villas de Vopisco e Polião, o templo de Hércules e o Palácio de Domiciano. Quando analisa seu estilo, sua técnica, sua beleza, quando aplaude inovações e expressões de ousadia e criatividade, traça um claro painel da cultura da elite romana de sua época. Exaltando sua educação, seu bom gosto, seu recato, seu amor pelas artes, pela filosofia, pela amizade e pela família, mas também comprazendo-se em seu estilo de vida magnificente, o poeta elenca os principais valores da classe privilegiada. O poeta fez um grande sucesso em vida. Mais tarde foi criticado por excessos de liberdade na forma.
Na Idade Média Estácio ocupou um lugar central no cânone literário clássico, admirado principalmente pela Tebaida, mas também a Aquileida permaneceu em circulação, usada por professores de latim como material didático. Depois o poeta caiu na obscuridade, onde atualmente permanece. Na Divina Comédia, Dante Alighieri o colocou no quinto círculo do Purgatório, local reservado aos avarentos e os pródigos, mas no canto 20 o redime, fazendo-o acompanhá-lo até o Paraíso Terrestre.